# (6683) Караченцов
(6683) Караченцов (лат. Karachentsov) — типичный астероид главного пояса, открыт 1 апреля 1976 года советским астрономом Николаем Черных в Крымской астрофизической обсерватории и 24 января 2000 года назван в честь советского и российского актёра Николая Караченцова.

## Обнаружение и именование
(6683) Караченцов
Открыт 1 апреля 1976 года в Научном Н. С. Черных.
Николай Петрович Караченцов — актёр и певец московского театра "Ленком". Как говорилось в одном отзыве, “у него замечательное чувство ритма и исключительный голос, он очаровывает аудиторию своими песнями”.
Оригинальный текст (англ.)6683 Karachentsov
Discovered 1976 Apr. 1 by N. S. Chernykh at the Crimean Astrophysical Observatory.
Nikolaj Petrovich Karachentsov is an actor and singer at the Moscow Lenkom Theatre. As one review said, “He has a remarkable sense of rhythm and an exceptional voice, captivating audiences with his songs”.
Источники: 20000124/MPCPages.arc; M.P.C. 38195.

## Орбита

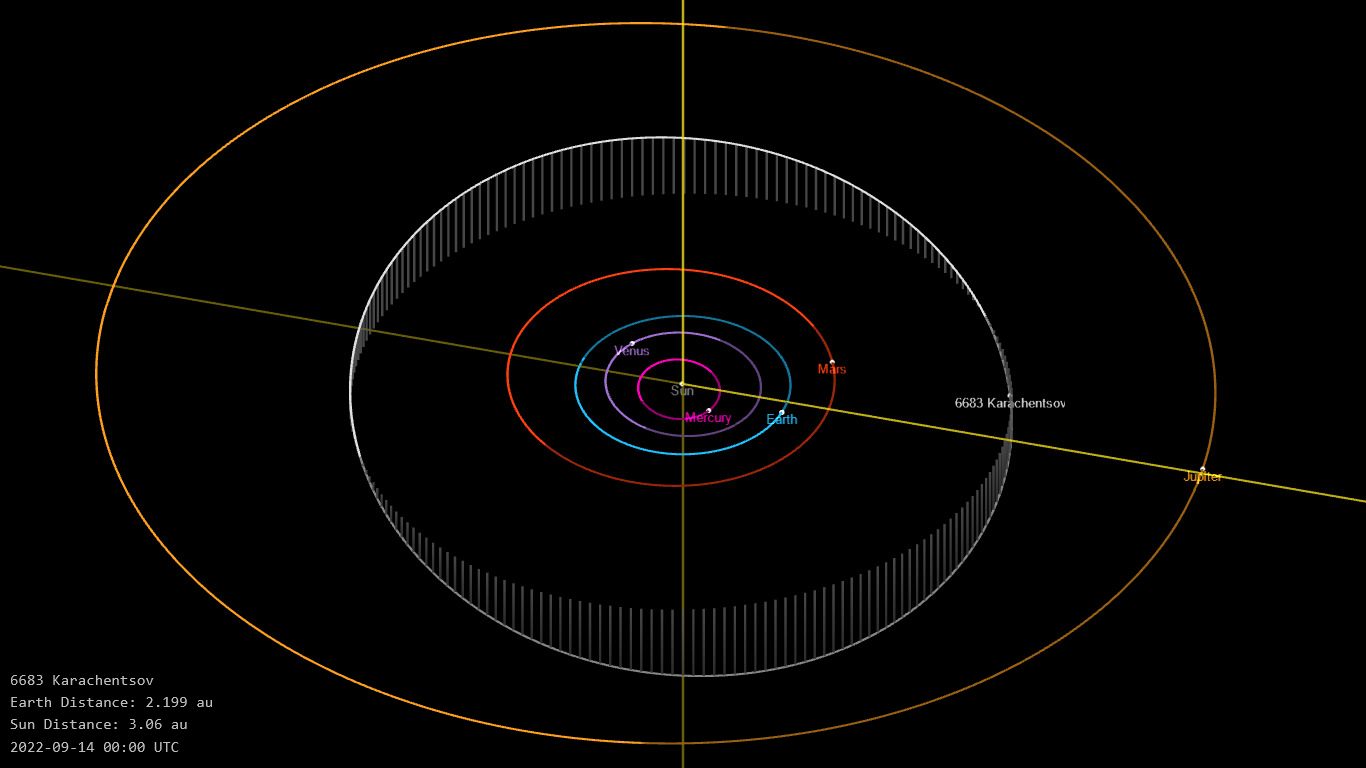
Орбита астероида Караченцов и его положение в Солнечной системе

## Физические характеристики
Из наблюдений системы телескопов панорамного обзора и быстрого реагирования Pan-STARRS следует, что астероид относится к таксономическому классу C.
По результатам наблюдений в инфракрасном диапазоне спутника Akari диаметр астероида оценивался равным 18,00±1,16 км. Согласно тому же источнику альбедо оценивается как 0,161±0,024.